# Sint-Lambertuskerk (Westerlo)

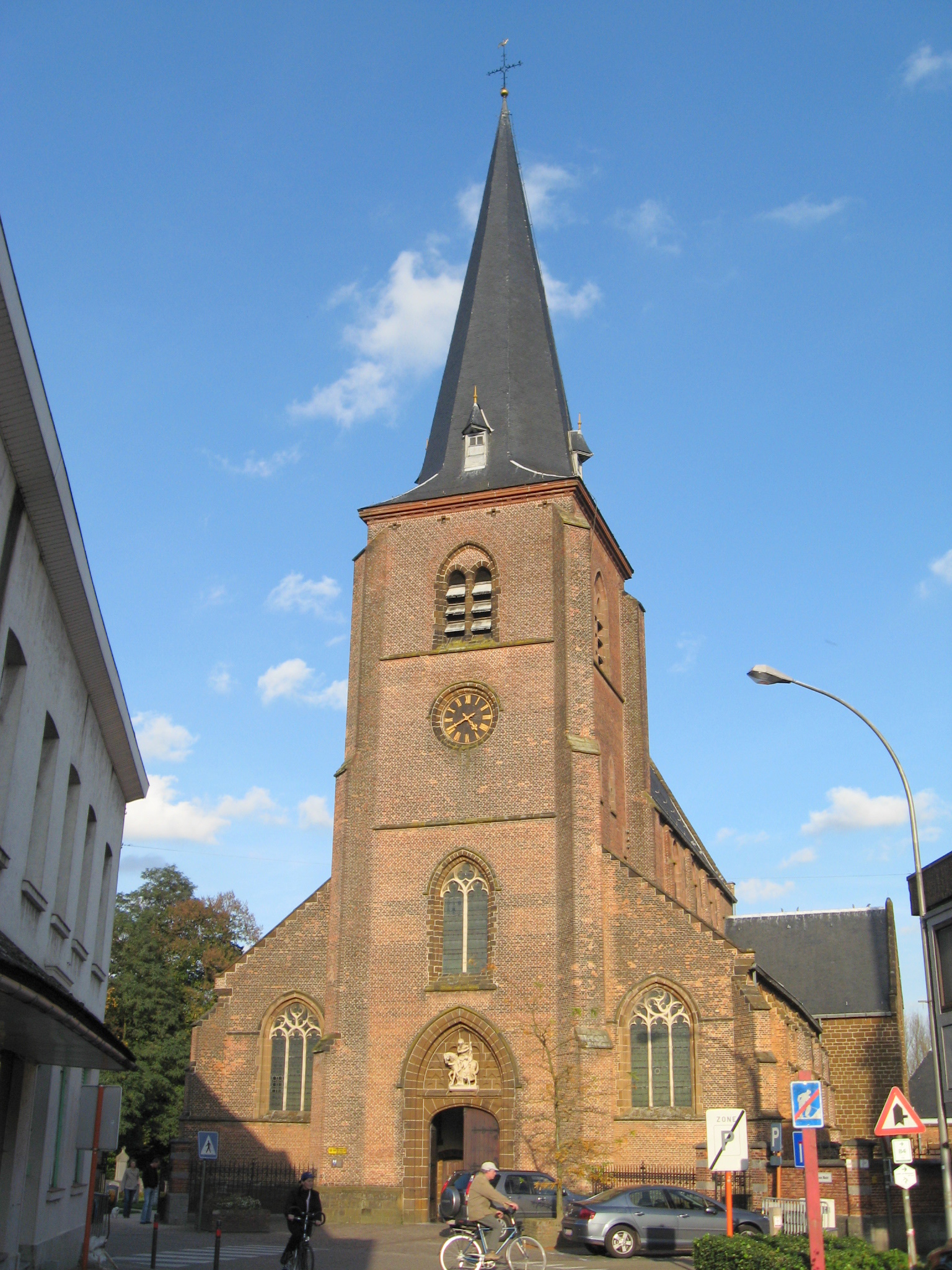
Sint-Lambertuskerk

De Sint-Lambertuskerk is de parochiekerk van de Antwerpse plaats Westerlo, gelegen aan de Sint-Lambertusstraat 2.

## Geschiedenis
Het koor en het transept zijn van 1416. De middenbeuk werd in 1525-1540 gebouwd en direct daarna zouden zijbeuken zijn gebouwd en zou de middenbeuk zijn verhoogd.
In 1594 werd de kerk door brand getroffen om in 1613 te worden hersteld. De toren had toen een getordeerde spits. De toren werd bouwvallig en werd in 1760 herbouwd. In 1890-1904 werd de kerk gerestaureerd en voorzien van een privé-kapel voor gravin Jeanne de Merode en een grafkapel voor de familie de Merode.
In 1976-1979 werd de kerk gerestaureerd.

## Gebouw
Het betreft een basilicale kruiskerk met ingebouwde toren en een driezijdig afgesloten koor. Het koor, het transept en de Merode-kapel werden opgetrokken in ijzerzandsteen. Het schip, de toren en de poorkapel zijn in baksteen uitgevoerd met sierelementen in ijzerzandsteen. De toren heeft vier geledingen en een ingesnoerde naaldspits. Boven de kerkingang bevindt zich een beeld van Sint-Martinus van 1903, dit naar aanleiding van het feit dat het patronaatsrecht ooit toebehoorde aan het Sint-Martinuskapittel te Utrecht.
De georiënteerde kerk wordt omringd door een kerkhof.

## Interieur
Het koor wordt overkluisd door een straalgewelf, het kerkschip door kruisribgewelven en de transeptarmen door een spitstongewelf.
De kerk bezit een 15e-eeuwse gepolychromeerde houten calvarie. Uit de 2e helft van de 17e eeuw vindt men beelden van Sint-Donatus en Sint-Johannes Nepomucenus. Uit de 18e eeuw is een reliëf dat de Doop van Jezus verbeeldt en zijn er beelden van Sint-Johannes Evangelist en van Sint-Leonardus.
Het doopvont is van 1699, vanaf 1625 zijn er rouwborden van de familie de Merode. De communiebank is van 1690 en de preekstoel van 1752. De 19e-eeuwse altaren zijn neogotisch en de biechtstoelen neoclassicistisch, eveneens 19e-eeuws.